# رقص بالماسکه
رقص بالماسکه (انگلیسی: Un ballo in maschera) اپرایی است که در سال ۱۸۵۹ در سه پرده و توسط مصنف برجسته ایتالیایی، جوزپه وردی نوشته شده‌است. متن این اپرا توسط آنتونیو سوماً بر اساس اثر یوجین اسکریبز نوشته و توسط دانیل اوبر لیبرتو فرانسوی تنظیم گردیده‌است.

## اجراها و تأثیرات
اپرا «رقص بالماسکه»  به دلیل موسیقی پرشور، شخصیت‌های پیچیده و داستانی پر از هیجان و احساس، همواره مورد توجه علاقه‌مندان به اپرا قرار داشته است. اجراهای متعددی از این اپرا در سالن‌های اپرا در سراسر جهان به روی صحنه رفته است و ضبط‌های صوتی و تصویری متعددی از آن منتشر شده است. «رقص بالماسکه» نه تنها در زمان خود، بلکه در طول تاریخ نیز تأثیر بسزایی بر اپرای ایتالیایی و جهان داشته است. این اثر به عنوان یکی از نمونه‌های برجسته اپرای رمانتیک، الهام‌بخش بسیاری از آهنگسازان و هنرمندان در زمینه‌های مختلف هنری بوده است. همچنین، داستان این اپرا با مضامین سیاسی و اجتماعی خود، همواره مورد بحث و تحلیل قرار گرفته است.

## نگارخانه

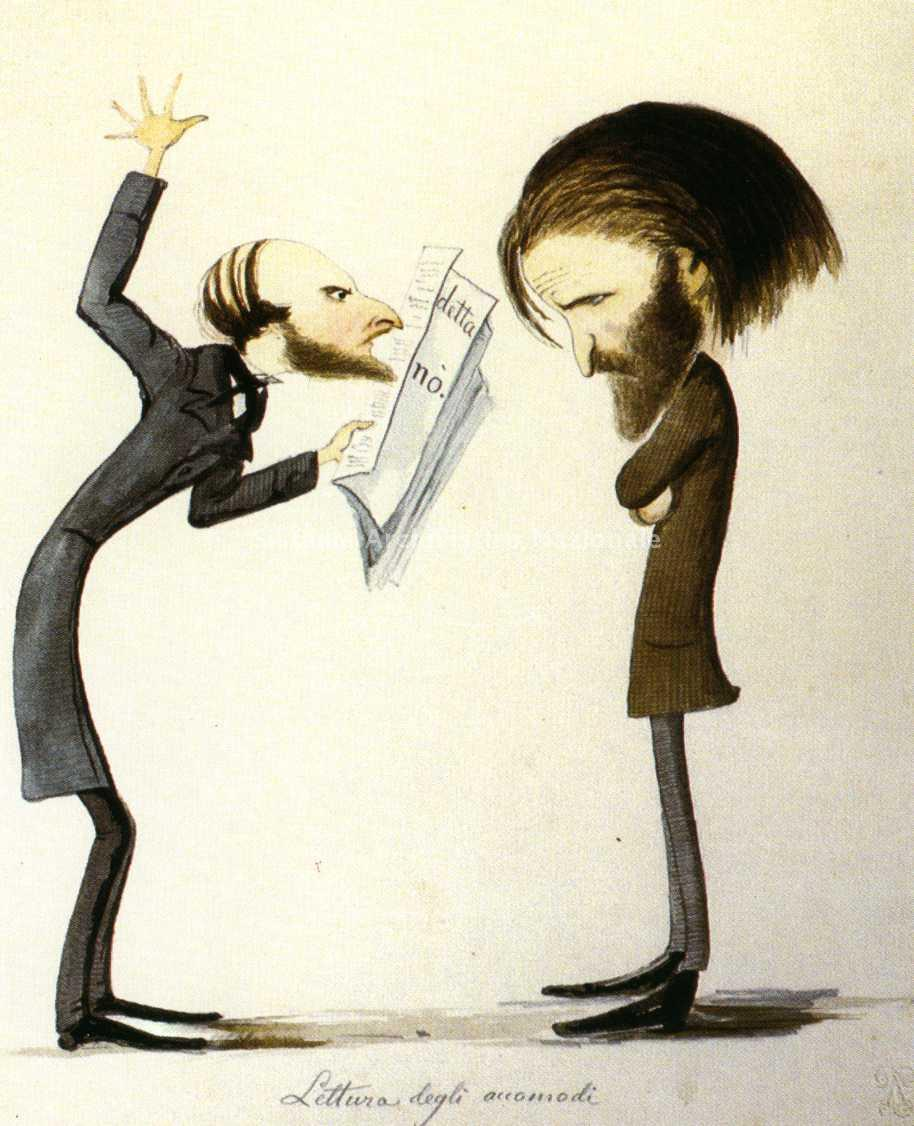
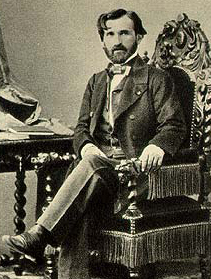
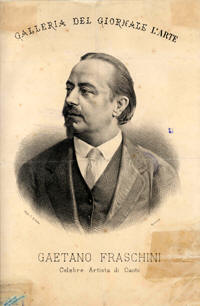
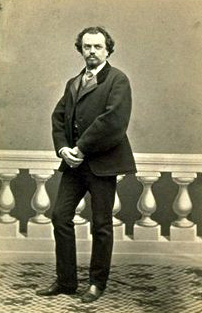
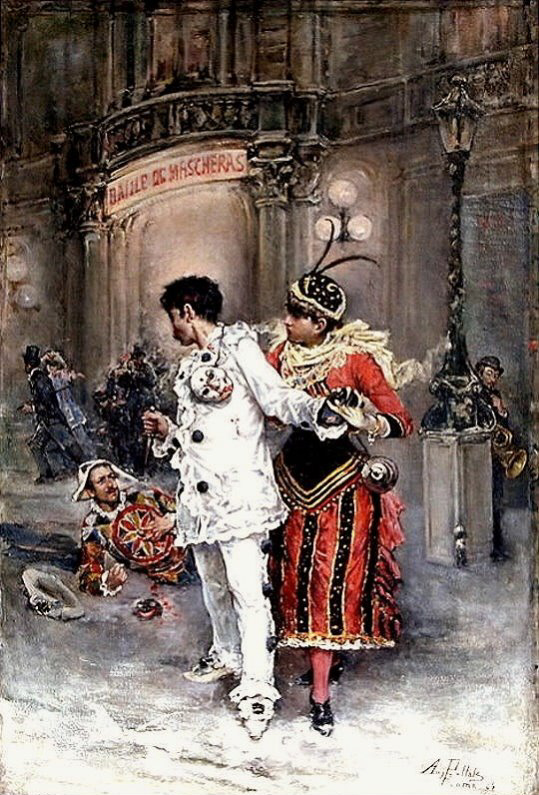